# Sarah Lawrence College
La Sarah Lawrence College és una universitat privada dedicada al que s'anomenen arts liberals als Estats Units. Es troba al sud del Comtat de Westchester, Nova York, a la ciutat de Yonkers, a uns 25 km al nord de Manhattan.
La universitat és coneguda pels rigorosos estàndards acadèmics, la baixa ràtio d'estudiants per professorat i cursos d'estudi altament individualitzats. L'escola porta un model educatiu segons el Sistema de Supervisió d'Oxford i Cambridge, amb tutories personalitzades per a cada estudiant de la facultat, que són un component clau en tots els àmbits d'estudi.
La universitat emfasitza l'ensenyament acadèmic en humanitats, arts escèniques i literatura i posa un alt valor en l'estudi independent. Originàriament fou una universitat per a dones, Sarah Lawrence va passar a un sistema coeducacional el 1968.